# Mistrzostwa Polski w Curlingu 2007
4. Mistrzostwa Polski w Curlingu odbyły się w konkurencji damskiej i męskiej. Rywalizacja była podzielona na 2 (kobiety) i 3 (mężczyźni) etapy. 
Mistrzostwa były tradycyjnie eliminacjami do Mistrzostw Europy 2007. Polskę reprezentowała drużyna MCC Media Curling Team (skip Marta Szeliga-Frynia). Zmagania mężczyzn wygrała drużyna ŚKC Śląskie Kamole (skip Damian Herman), obydwie drużyny broniły tytułów mistrzowskich z poprzedniego roku.

## Harmonogram
|            | Kobiety                    | Mężczyźni                   |
| ---------- | -------------------------- | --------------------------- |
| Eliminacje | 23-25 lutego 2007 (Toruń)  | 19-21 stycznia 2007 (Sanok) |
| Półfinały  |                            | 23-25 lutego 2007 (Toruń)   |
| Finały     | 16-18 marca 2007 (Gliwice) | 16-18 marca 2007 (Gliwice)  |

## Kobiety
Pierwsza część turnieju odbyła się w Toruniu w dniach 23-25 lutego 2007. W eliminacjach wystartowało 9 drużyn. Do finałów mogły przejść jedynie 2 najlepsze zespoły, które dołączyły do 4 najlepszych z poprzedniego roku. Do dalszych rozgrywek zakwalifikował się ŚKC Spark Katowice i RKC CURLIK Ruda Śląska.

### Finał

#### Drużyny
| Drużyna                | Skład                                                                                               |
| ---------------------- | --------------------------------------------------------------------------------------------------- |
| CCC Cocktail           | Krystyna Beniger, Karolina Florek, Anna Fijałkowska, Katarzyna Selwant, Magdalena Dobiszewska       |
| MCC Media Curling Team | Marianna Das, Agnieszka Ogrodniczek, Katarzyna Wicik, Marta Szeliga-Frynia                          |
| MCC Wonder Team        | Marta Kubak, Agnieszka Czaplicka, Katarzyna Sadowska, Maria Kluś, Anna Komorowska, Grażyna Stolarek |
| RKC Curlik             | Ilona Dominiczak, Sandra Jurczak, Natalia Gilner, Agnieszka Skowronek                               |
| ŚKC Spark              | Patrycja Mach, Joanna Warot, Katarzyna Dołęga, Justyna Zalewska                                     |
| ŚKC Toxic              | Agnieszka Pluta, Magdalena Jagielska, Barbara Karwat, Magdalena Szyszko, Anna Ostrowska             |

### Wyniki

#### Klasyfikacja końcowa
| # | Drużyna                |
| - | ---------------------- |
| 1 | MCC Media Curling Team |
| 2 | ŚKC Toxic              |
| 3 | ŚKC Spark              |
| 4 | CCC Cocktail           |
| 5 | RKC Curlik             |
| 6 | MCC Wonder Team        |

#### Finał
| Drużyna                | 1 | 2 | 3 | 4 | 5 | 6 | 7 | 8 | 9 | 10 | Ogółem |
| ---------------------- | - | - | - | - | - | - | - | - | - | -- | ------ |
| MCC Media Curling Team | 0 | 3 | 1 | 2 | 0 | 1 | 0 | 1 | 0 | 0  | 8      |
| ŚKC Toxic              | 1 | 0 | 0 | 0 | 2 | 0 | 1 | 0 | 1 | 1  | 6      |

#### Mecz o 3. miejsce
| Drużyna      | 1 | 2 | 3 | 4 | 5 | 6 | 7 | 8 | 9 | 10 | Ogółem |
| ------------ | - | - | - | - | - | - | - | - | - | -- | ------ |
| CCC Cocktail | 0 | 0 | 1 | 0 | 1 | 0 | 0 | 1 | 0 | x  | 3      |
| ŚKC Spark    | 2 | 1 | 0 | 1 | 0 | 5 | 1 | 0 | 1 | x  | 11     |

#### Półfinały
Mecz 2-3
| Drużyna   | 1 | 2 | 3 | 4 | 5 | 6 | 7 | 8 | 9 | 10 | Ogółem |
| --------- | - | - | - | - | - | - | - | - | - | -- | ------ |
| ŚKC Spark | 0 | 0 | 2 | 0 | 1 | 1 | 0 | x | x | x  | 4      |
| ŚKC Toxic | 3 | 1 | 0 | 5 | 0 | 0 | 3 | x | x | x  | 12     |

Mecz 4-5
| Drużyna      | 1 | 2 | 3 | 4 | 5 | 6 | 7 | 8 | 9 | 10 | Ogółem |
| ------------ | - | - | - | - | - | - | - | - | - | -- | ------ |
| CCC Cocktail | 0 | 0 | 5 | 0 | 2 | 2 | 0 | 4 | x | x  | 13     |
| RKC Curlik   | 1 | 1 | 0 | 1 | 0 | 0 | 1 | 0 | x | x  | 4      |

#### Round Robin
|   |                        | A    | B    | C    | D    | E    | F    | Meczów Wygranych | Meczów Przegranych | Endów Wygrancyh | Endów Przegranych | Endów Zremisowanych |
| - | ---------------------- | ---- | ---- | ---- | ---- | ---- | ---- | ---------------- | ------------------ | --------------- | ----------------- | ------------------- |
| A | CCC Cocktail           | •    | 2:10 | 7:2  | 12:6 | 5:7  | 1:9  | 2                | 3                  | 17              | 17                | 0                   |
| B | MCC Media Curling Team | 10:2 | •    | 9:1  | 15:1 | 9:2  | 11:3 | 5                | 0                  | 24              | 7                 | 0                   |
| C | MCC Wonder Team        | 2:7  | 1:9  | •    | 4:9  | 9:11 | 4:9  | 0                | 5                  | 11              | 24                | 0                   |
| D | RKC Curlik             | 6:12 | 1:15 | 9:4  | •    | 6:8  | 4:10 | 1                | 4                  | 17              | 20                | 0                   |
| E | ŚKC Spark              | 7:5  | 2:9  | 11:9 | 8:6  | •    | 10:6 | 4                | 1                  | 18              | 21                | 0                   |
| F | ŚKC Toxic              | 9:1  | 3:11 | 9:4  | 10:4 | 6:10 | •    | 3                | 2                  | 18              | 16                | 0                   |

## Mężczyźni
Rywalizacja panów odbywała się w trzech etapach. Faza eliminacji odbyła się w dniach 19-21 stycznia 2007 w Sanoku na lodowisku Arena Sanok. Rywalizowało wówczas ze sobą 18 drużyn, z których wyłoniono 6. 
Najlepsze zespoły eliminacji dołączyły do 6 najlepszych drużyn z Mistrzostw Polski 2006. Tak została stworzona faza półfinałów. W niej 12 zespołów zostało podzielonych na dwie grupy, gdzie każdy grał z każdym. Następnie najlepszych 8 drużyn dostało się do finałów.
Finał był ściśle powiązany z półfinałem, mianowicie dany zespół w finale grał jedynie z przeciwnikami z którymi nie spotkał się w poprzedniej fazie mistrzostw. Wyniki z półfinałów liczyły się przy ostatecznym sporządzaniu tabeli po Round Robin, gdzie każdy zespół musiał posiadać rozegranych 7 spotkań.

### Drużyny
| Drużyna                       | Skład                                                                                  |
| ----------------------------- | -------------------------------------------------------------------------------------- |
| AZS „Cieniasy” Gliwice        | Paweł Detko, Daniel Rzymanek, Marcin Cygan, Andrzej Augustyniak                        |
| CCC Yeti                      | Jakub Cieślak, Dominik Reszetko, Rafał Janowski, Tomasz Wołkow, Wojciech Ratajczak     |
| MCC GPW                       | Grzegorz Korczyński, Leszek Molski, Rymwid Błaszczak, Arkadiusz Detyniecki             |
| MCC Icicles                   | Paweł Frynia, Krzysztof Kowalski, Wojciech Woyda, Bartosz Klimas                       |
| SCC Wa'ku'ta „Blues Brothers” | Bartosz Sitkiewicz, Tomasz Cierkowski, Borys Jasiecki, Krzysztof Domin                 |
| ŚKC Chec Sport                | Ziemowit Ostrowski, Adam Sterczewski, Tomasz Kierzkowski, Maciej Cesarz, Maciej Cylupa |
| ŚKC Śląskie Kamole            | Tomasz Sapiński, Krzysztof Beck, Piotr Podgórski, Damian Herman                        |
| ŚKC ŚKC „To Se Ne Da”         | Łukasz Minko, Tomasz Zioło, Michał Żółtowski, Jakub Głowania, Michał Kozioł            |

### Wyniki

#### Klasyfikacja końcowa
| # | Drużyna                     |
| - | --------------------------- |
| 1 | ŚKC Śląskie Kamole          |
| 2 | ŚKC Chec Sport              |
| 3 | MCC Icicles                 |
| 4 | MCC GPW                     |
| 5 | AZS „Cieniasy” Gliwice      |
| 6 | SCC Wa'ku'ta Blues Brothers |
| 7 | ŚKC To Se Ne Da             |
| 8 | CCC Yeti                    |

#### Finał
| Drużyna            | 1 | 2 | 3 | 4 | 5 | 6 | 7 | 8 | 9 | 10 | 11 | Ogółem |
| ------------------ | - | - | - | - | - | - | - | - | - | -- | -- | ------ |
| ŚKC Śląskie Kamole | 1 | 0 | 0 | 0 | 1 | 0 | 0 | 2 | 1 | 0  | 1  | 6      |
| ŚKC Chec Sport     | 0 | 0 | 1 | 0 | 0 | 0 | 3 | 0 | 0 | 1  | 0  | 5      |

#### Mecz o 3. miejsce
| Drużyna     | 1 | 2 | 3 | 4 | 5 | 6 | 7 | 8 | 9 | 10 | Ogółem |
| ----------- | - | - | - | - | - | - | - | - | - | -- | ------ |
| MCC GPW     | 0 | 1 | 1 | 1 | 0 | 0 | 0 | 0 | 1 | 0  | 4      |
| MCC Icicles | 4 | 0 | 0 | 0 | 1 | 1 | 1 | 1 | 0 | 1  | 9      |

#### Półfinały
| Drużyna            | 1 | 2 | 3 | 4 | 5 | 6 | 7 | 8 | 9 | 10 | Ogółem |
| ------------------ | - | - | - | - | - | - | - | - | - | -- | ------ |
| ŚKC Śląskie Kamole | 0 | 1 | 1 | 2 | 1 | 1 | 0 | 2 | x | x  | 8      |
| MCC Icicles        | 1 | 0 | 0 | 0 | 0 | 0 | 1 | 0 | x | x  | 2      |

| Drużyna              | 1 | 2 | 3 | 4 | 5 | 6 | 7 | 8 | 9 | 10 | Ogółem |
| -------------------- | - | - | - | - | - | - | - | - | - | -- | ------ |
| AZS Cieniasy Gliwice | 2 | 4 | 0 | 1 | 0 | 0 | 0 | 1 | x | x  | 8      |
| MCC GPW              | 0 | 4 | 0 | 2 | 4 | 0 | 3 | 0 | x | x  | 12     |

#### Mecz o 6. miejsce
| Drużyna                     | 1 | 2 | 3 | 4 | 5 | 6 | 7 | 8 | 9 | 10 | Ogółem |
| --------------------------- | - | - | - | - | - | - | - | - | - | -- | ------ |
| SCC Wa'ku'ta Blues Brothers | 0 | 2 | 0 | 1 | 3 | 2 | 2 | 0 | x | x  | 10     |
| ŚKC To Se Ne Da             | 3 | 0 | 5 | 0 | 0 | 0 | 0 | 1 | x | x  | 9      |

#### Mecz o 7. miejsce
| Drużyna         | 1 | 2 | 3 | 4 | 5 | 6 | 7 | 8 | 9 | 10 | Ogółem |
| --------------- | - | - | - | - | - | - | - | - | - | -- | ------ |
| CCC Yeti        | 1 | 0 | 2 | 1 | 2 | 0 | 0 | 0 | x | x  | 6      |
| ŚKC To Se Ne Da | 0 | 4 | 0 | 0 | 0 | 1 | 3 | 1 | x | x  | 9      |

#### Round Robin
|   |                             | A    | B    | C    | D    | E    | F    | G    | H    | Meczów Wygranych | Meczów Przegranych | Po Round-Robin |
| - | --------------------------- | ---- | ---- | ---- | ---- | ---- | ---- | ---- | ---- | ---------------- | ------------------ | -------------- |
| A | AZS „Cieniasy” Gliwice      | •    | 9:13 | 12:4 | 7:8  | 7:4  | 7:11 | 7:9  | 10:6 | 3                | 4                  | 5              |
| B | CCC Yeti                    | 13:9 | •    | 3:6  | 6:8  | 6:9  | 5:8  | 1:11 | 10:9 | 2                | 5                  | 7              |
| C | MCC GPW                     | 4:12 | 6:3  | •    | 7:10 | 19:5 | 7:6  | 5:7  | 11:5 | 4                | 3                  | 4              |
| D | MCC Icicles                 | 8:7  | 8:6  | 10:7 | •    | 11:1 | 4:11 | 5:8  | 10:4 | 5                | 2                  | 3              |
| E | SCC Wa'ku'ta Blues Brothers | 4:7  | 9:6  | 5:19 | 1:11 | •    | 4:10 | 5:8  | 10:3 | 2                | 5                  | 6              |
| F | ŚKC Chec Sport              | 11:7 | 8:5  | 6:7  | 11:4 | 10:4 | •    | 8:2  | 15:4 | 6                | 1                  | 1              |
| G | ŚKC Śląskie Kamole          | 9:7  | 11:1 | 7:5  | 8:5  | 8:5  | 2:8  | •    | 12:1 | 6                | 1                  | 2              |
| H | ŚKC To Se Ne Da             | 6:10 | 9:10 | 5:11 | 4:10 | 3:10 | 4:15 | 1:12 | •    | 0                | 6                  | 8              |

- Wyróżniono mecze rozegrane podczas półfinałów w Toruniu.